# Список умерших в 1075 году

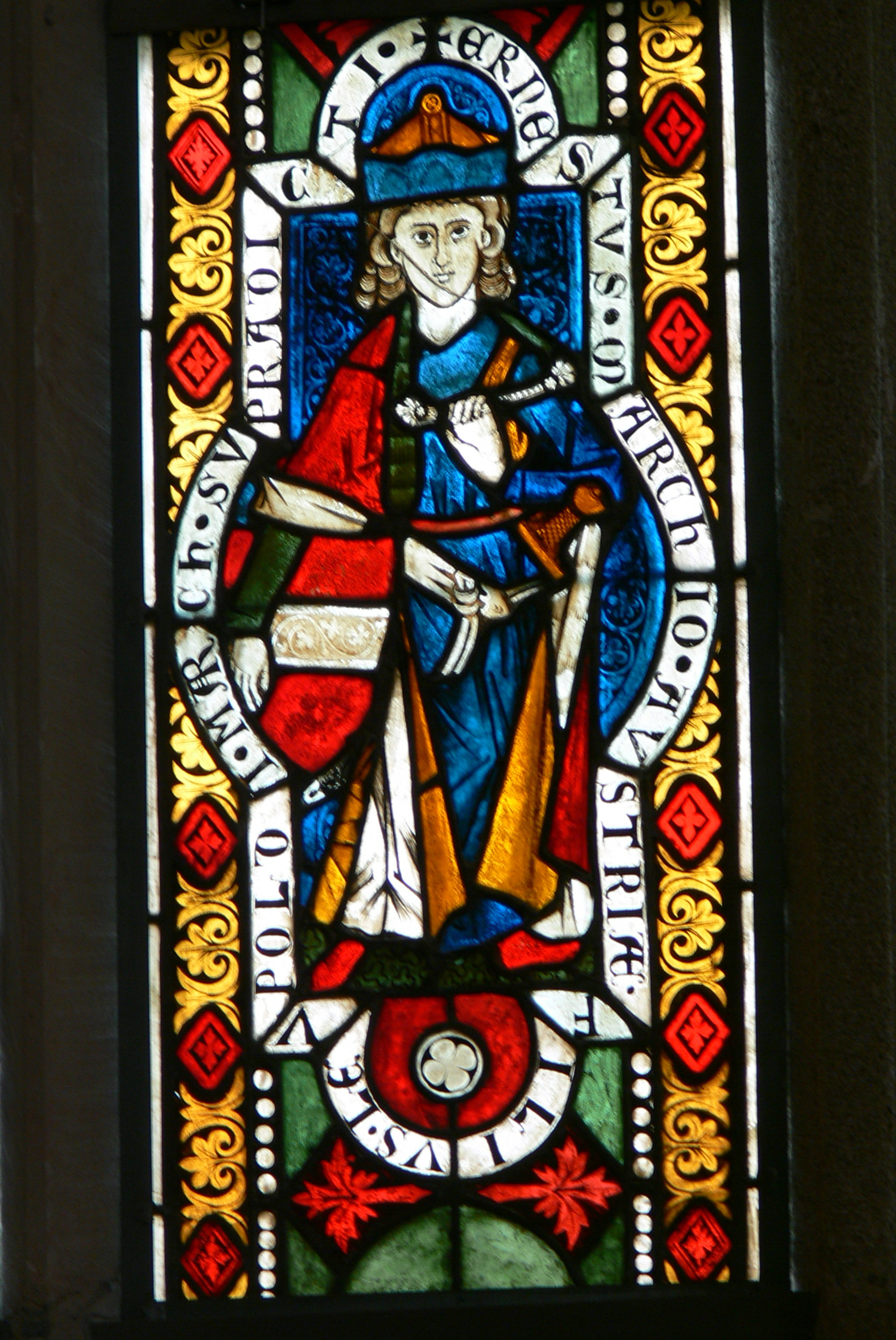
Эрнст Храбрый

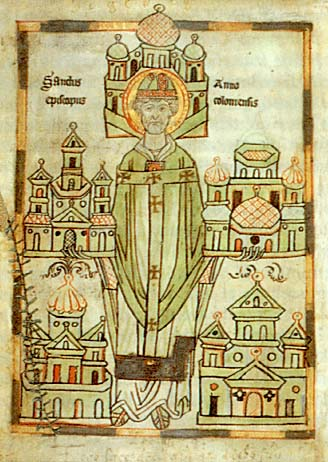
Анно II

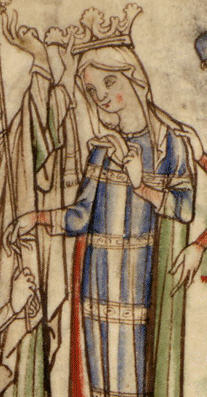
Эдита Уэссекская

В этой статье представлен список известных людей, умерших в 1075 году.
См. также: Категория:Умершие в 1075 году

## Март
- 29 марта — Отакар I — маркграф Карантанской марки (Штирии) (1056—1064), основатель династии фон Траунгауер.

## Апрель
- 2 апреля — Абдуллах аль-Каим — халиф Багдадского халифата с 1031 года.
- 15 апреля — Эрлембальд[итал.] — политический и военный лидер патарии в Милане, святой римско-католической церкви.

## Май
- 21 мая — Рыкса Польская — королева-консорт Венгрии (1060—1063), жена Белы I

## Июнь
- 9 июня
  - Гебхард Супплинбургский — представитель саксонской знати, граф Харцгау, представитель династии Супплинбургов. Его сыном был император Священной Римской империи Лотарь II. Погиб в битве.
  - Эрнст Храбрый — маркграф Австрии с 1055 года
- 23 июня — Теодуин Баварский[фр.] — князь-епископ Льежа (1048—1075)

## Август
- 2 августа — Иоанн VIII Ксифилин — константинопольский патриарх с 1066 года.
- 8 августа — Будивой — князь бодричей (1066—1067). Убит.

## Октябрь
- Деди II фон Веттин — граф Айленбурга (как Деди I) и граф гау Сиусули с 1034 года, маркграф Саксонской Восточной марки (как Деди I) (1046—1069, 1069—1075)

## Ноябрь
- 6 ноября — Фудзивара-но Норимити — японский государственный деятель, государственный советник кампаку (1068—1075), дайдзё-дайдзин (1070—1071)

## Декабрь
- 4 декабря — Анно II — архиепископ Кёльна (1056—1065), курфюрст Священной Римской империи с 1063 года, святой римско-католической церкви.
- 19 декабря — Эдита Уэссекская — королева-консорт Англии (1045—1066), жена короля Эдуарда Исповедника

## Дата неизвестна или требует уточнения
- Бледин ап Кинвин — король Гвинеда и король Поуиса с 1063 года. Убит
- Гервин Сен-Рикьерский — монах аббатства Сен-Рикье, святой Римско-Католической церкви[1].
- Гуннар Мудрый сын Торгрима[исп.] — исландский законоговоритель (1063—1065, 1075)
- Гофрайд I — король Дублина (1072—1075).
- Домналл мак Мурхада — король Дублина (1070—1072, 1074—1075) и Лейнстера (1072—1075).
- Махипала II[англ.] — император Пала с 1070 года.
- Ан-Насави — выдающийся среднеазиатский математик и астроном.
- Яхья аль-Мамун — правитель тайфы Толедо (1043/1044—1075)